# Световна купа по шахмат
Световната купа по шахмат е турнир, организиран от ФИДЕ, чиито формат и значение се променят през годините.

## Първи турнир – 2000 г.
Първият турнир за световната купа по шахмат се провежда в периода 1 - 13 октомври 2000 г. в Шенянг, Китай. Надпреварата при мъжете печели Вишванатан Ананд, победил във финала Евгени Бареев. При жените титлата печели Юхуа Ху, която побеждава Наталия Жукова във финала. 
В надпреварата участват 24 състезатели при мъжете и 24 при жените, разпределени на четири групи по шест състезателя. В групите се играят по пет кръга, като всеки състезател играе срещу всеки друг от групата по веднъж. Първите двама в групата се класират за четвъртфиналите. При равенство в класирането се играят плейофи. Всеки мач от фазата на директните елиминации се състои от две партии с разменени цветове. При равенство се играе ускорен шах и блиц. 

### Българско участие
Антоанета Стефанова участва в група D, но остава на четвърто място в груповото класиране, което не ѝ дава възможност да участва във фазата на директни елиминации.

## Втори турнир – 2002 г.
Вторият турнир за световната купа по шахмат се провежда в периода 9 – 29 октомври 2002 г. в Хайдарабад, Индия. Форматът е като на първия турнир от 2000 г. с разликата, че при равенство в точките в групите не се играят плейофи, а класирането се определя по системата Коя. Ананд и Юхуа Ху запазват титлите си от първото издание на турнира. Ананд побеждава Рустам Касимджанов на финала, а Юхуа Ху – българката Антоанета Стефанова.

### Българско участие
Антоанета Стефанова е в група с бъдещата победителка Юхуа Ху. В партията помежду им Стефанова печели и заема първото място в групата с четири победи и едно равенство. Стефанова побеждава на четвъртфинала Ванг Пин с 1,5 – 0,5 т. На полуфинала Стефанова печели срещу Светлана Матвеева с две победи. На финала губи от Юхуа Ху с 0,5 – 1,5 т.

## Трети турнир – 2005 г.
През 2005 г. турнирът се провежда от 27 ноември до 17 декември 2005 в Ханти-Мансийск, Русия. Печели го Левон Аронян, който побеждава Руслан Пономарьов на финала.

В надпреварата участват 128 състезатели като първите 10 се класират за турнира на претендентите за световното първенсто през 2007 г. Десетият, Етиен Бакро, се класира по рейтинг, и отстъпва мястото си на Владимир Малаков. Първите четири от световното първенство от 2005 г. се класират за турнира на претендентите директно и не участват в този турнир. Това са Веселин Топалов, Вишванатан Ананд, Пьотр Свидлер и Александър Морозевич.
Във всеки кръг се играят по две партии при контрола 90 минути за 40 хода + 15 минути за остатъка от партията. При равенство се играе тайбрек (25 минути + 10 секунди на ход). При ново равенство се играе блиц (5 минути + 10 секунди на ход). Ако след шест партии резултатът все още е равен се играе една партия, в която белите имат 6 минути, но губят при равенство.

### Българско участие
Антоанета Стефанова участва в турнира като световна шампионка за жени от 2004 г. Тя е поставена под номер 118 и губи в първия кръг от Иван Соколов.

Иван Чепаринов е поставен под номер 64 и достига трети кръг на надпреварата. В първи кръг печели срещу Алексей Фьодоров, а във втория - срещу Василий Иванчук. В трети кръг губи от Магнус Карлсен.

## Четвърти турнир – 2007 г.
Четвъртото издание на турнира се провежда за втори пореден път в Ханти-Мансийск, Русия, от 24 ноември до 16 декември 2007. Форматът на състезанието почти не се променя, като отново участват 128 шахматиста. За разлика от турнира от 2005 г. в този финалнияа мач се състои от четири, а не две, партии. Победител е Гата Камски, който побеждава Алексей Широв в мини-мач от четири партии с една победа и три ремита. Победата му позволява да се класира за следващата надпревара за излъчване на световен шампион.

Веселин Топалов, Владимир Крамник и Вишванатан Ананд не участват, тъй като са се класирали за следващата надпревара предварително.

### Българско участие
България е представена от Кирил Георгиев и Иван Чепаринов, които са подставени съответно под номер 43 и 31.
Чепаринов достига до четвъртфинал. В първи кръг печели служебно срещу Хуан Замора, във втори срещу Владислав Ткачиев в четири партии. В трети кръг побеждава поставеният под номер 3 Шахрияр Мамедяров в две партии. В четвъртия кръг печели срещу Ванг Юе, отново в две партии. На четвъртфинала Чепаринов губи от Магнус Карлсен.

Георгиев достига до трети кръг, където губи от бъдещия шампион Гата Камски. В първи кръг побеждава Сусанто Мегаранто, а във втори - Рустам Касимджанов в седем партии.

## XII турнир – 2023 г.
Световната купа печели бившият световен шампион Магнус Карлсен. При жените българската шахматистка Нургюл Салимова повтаря най-големия успех за България в турнира за купата от 2002 г. На 21 август 2023 г. тя печели второ място в Баку, където в равностоен двубой завършва наравно с Александра Горячкина (Русия) и в допълнителните партии на бърз шах отстъпва с минимална разлика. Така на 20 години тя спечелва чек за 35 000 $ и си гарантира участие в турнира на претендентките за световната титла от 2 до 25 април 2014 г. в канадския град Торонто.
По пътя към сребърния медал Салимова побеждава Чарлийз ван Зил от ЮАР с 2:0 точки, Оливия Киолбаса от Полша с 1,5:0,5 т., Мери Ан Гомес от Индия с 2:0, Медина Аулия от Индонезия с 2,5:1,5 т., Полина Шувалова от Русия с 3:1 и Анна Музичук от Украйна с 3,5:2,5 точки. 

## Победители

### Мъже
По два пъти са печелили купата Вишванатан Ананд и Левон Аронян.
| Година | Място на провеждане    | 1-во място       | 2-ро място            | 3-то място                            | Забележка     |
| ------ | ---------------------- | ---------------- | --------------------- | ------------------------------------- | ------------- |
| 2000   | Китай · Шенян          | Вишванатан Ананд | Евгений Бареев        | Борис Гелфанд Жилберто Милос          | [ 12 ]        |
| 2002   | Индия Хайдарабад       | Вишванатан Ананд | Рустам Касимджанов    | Александър Белявски Алексей Дреев     | [ 13 ]        |
| 2005   | Русия · Ханти-Мансийск | Левон Аронян     | Руслан Пономарьов     | Етиен Бакро                           | [ 14 ]        |
| 2007   | Русия · Ханти-Мансийск | Гата Камски      | Алексей Широв         | Магнус Карлсен Сергей Карякин         | [ 15 ]        |
| 2009   | Русия · Ханти-Мансийск | Борис Гелфанд    | Руслан Пономарьов     | Сергей Карякин Владимир Малахов       | [ 16 ]        |
| 2011   | Русия · Ханти-Мансийск | Пьотр Свидлер    | Александър Гришчук    | Василий Иванчук                       | [ 17 ]        |
| 2013   | Норвегия Тромсьо       | Владимир Крамник | Дмитрий Андрейкин     | Евгени Томашевски Максим Вашие-Лаграв | [ 18 ]        |
| 2015   | Азербайджан Баку       | Сергей Карякин   | Пьотр Свидлер         | Аниш Гири Павел Елянов                | [ 19 ]        |
| 2017   | Грузия Тбилиси         | Левон Аронян     | Дин Лирен             | Уесли Со Максим Вашие-Лаграв          | [ 20 ]        |
| 2019   | Русия · Ханти-Мансийск | Теймур Раджабов  | Дин Лирен             | Максим Вашие-Лаграв                   | [ 21 ]        |
| 2021   | Русия · Сочи           | Ян-Кшищоф Дуда   | Сергей Карякин        | Магнус Карлсен                        | [ 22 ] [ 23 ] |
| 2023   | Азербайджан Баку       | Магнус Карлсен   | Рамешбабу Прагнананда | Фабиано Каруана                       | [ 24 ]        |

### Жени
| Година | Място на провеждане | 1-во място           | 2-ро място           | 3-то място   | Забележка |
| ------ | ------------------- | -------------------- | -------------------- | ------------ | --------- |
| 2021   | Русия · Сочи        | Александра Костенюк  | Александра Горячкина | Тан Чжунъи   | [ 23 ]    |
| 2023   | Азербайджан Баку    | Александра Горячкина | Нургюл Салимова      | Анна Музичук | [ 24 ]    |